# Félix Fermín
Félix José Fermín Minaya (nacido el 9 de octubre del 1963 en Mao) es un ex infielder dominicano que jugó en las Grandes Ligas de Béisbol para los Piratas de Pittsburgh (1987-1988), Indios de Cleveland (1989-1993), Marineros de Seattle (1994-1995) y los Cachorros de Chicago (1996).
Junto a Reggie Jefferson, Fermín fue trasladado de los Indios de Cleveland a los Marineros de Seattle a cambio de Omar Vizquel antes de la temporada de 1994. Fermín era titular en 1995, cuando los Marineros ganaron la División Oeste de la Liga Americana. No solo lideró la Liga Americana en hits de sacrificio (32) en 1989, sino que también lideró la Liga Americana en más veces al bate por ponches (34.3) en 1993. En 1996, casualmente lo trasladan a los Yankees por Mariano Rivera.

## Trayectoria

### Jugador
En 10 temporadas de carrera, Fermín jugó en 903 juegos y tuvo 2,767 turnos al bate, 294 carreras anotadas, 718 hits, 86 dobles, 11 triples, 4 jonrones, 207 carreras impulsadas, 27 bases robadas, 166 bases por bolas, un promedio de bateo de .259, un porcentaje de embasarse de .305, un promedio de slugging de .303 y 838 bases totales.
Como jugador, su apodo era "El Gato", por Félix el gato y por su rapidez, reflejos y defensa. 

### Mánager
Fermín fue dirigente de las Águilas Cibaeñas en la Liga Invernal Dominicana desde 2000 hasta 2008, llevando al equipo a cinco campeonatos. Es el dirigente más ganador de la Liga Dominicana con seis coronas. También el dirigente con más Series de Caribe con cuatro.
Fue contratado por la Liga Mexicana de Béisbol como mánager de los Sultanes de Monterrey en 2007.
En 2009, fue contratado como mánager de los Gigantes del Cibao por el periodo de dos años.
En marzo de 2011, se anunció que Fermín volvería a dirigir las Águilas Cibaeñas.
En diciembre de 2011 se anunció que Fermín sería el mánager de los Delfines del Carmen para la temporada 2012.
Fue contratado para dirigir al Cardenales de Lara para la campaña 2014-2015 en la pelota invernal venezolana.
En la temporada 2020-2021 regresó como dirigente de las Águilas Cibaeñas con el cual logró alzar la corona 22 del equipo, tras vencer a los Gigantes del Cibao en una final que se fue al máximo de siete partidos, siendo esta su sexta corona como mánager.
Ganó también la Serie del Caribe 2021 en Mazatlán dirigiendo a Águilas Cibaeñas de manera invicta 7-0, de esta manera logró su cuarto triunfo en serie del Caribe.
Liga Arco Mexicana del Pacífico
El Día 8 de marzo de 2023 Cañeros de Los Mochis Anuncio la Contratación son los Actuales Campeones de la Liga Arco Mexicana del Pacífico a partir la Temporada 2023-2024 en Busca del Bicampeonato.
Anteriores equipos Estuvo con Charros de Jalisco en 2016 y 2018 con los Águilas de Mexicali.
Actualmente se encuentra dirigiendo al equipo de LMB Tecolotes de los 2 Laredo desde el 2021.

## Estadísticas Liga Dominicana
Estadísticas de Fermín en la Liga Dominicana como jugador de 1983 a 1997, todo con las Águilas Cibaeñas.
| JJ  | VB   | H   | H2 | H3 | HR | Ca          | CE  | BB | SO      | BR | AVE |
| 432 | 1489 | 400 | 40 | 11 | 1  | 182Cibaeñas | 125 |    | .269 .. |    |     |

Como mánager en la Liga Dominicana el 11 de diciembre de 2013 se convirtió en el primer mánager con 400 victorias con las Águilas Cibaeñas.